# Mort d'un homme-sandwich
Pour plus de détails, voir Fiche technique et Distribution.
Mort d'un homme-sandwich (en néerlandais : De Dood van een sandwichman) est un film belge de Guido Henderickx et Robbe De Hert réalisé en 1971. Il retrace la carrière du coureur cycliste Jean-Pierre Monseré.